# أوس بن خولي
أوس بن خولي صحابي من بني سالم بن عوف من الخزرج. كان يُحسن الكتابة والعوم والرماية قبل الإسلام، فكان معدودًا في الكَمَلَةُ. لما هاجر النبي محمد إلى يثرب، آخى النبي محمد بينه وبين شجاع بن وهب الأسدي، وشهد أوس مع النبي محمد المشاهد كلها. ولما توفي النبي محمد، طلب الأنصار يشاركوا في غُسل النبي، واختاروا أوس ليشهد الغُسل.
توفي أوس بن خولي في المدينة المنورة في خلافة عثمان بن عفان.